# Pol Calvet
Pol Calvet Planellas (Sant Cugat del Vallès, 19 april 1994) is een Spaans voetballer. Hij speelt als middenvelder bij Deportivo de La Coruña.

## Clubcarrière
Calvet begon met clubvoetbal bij het B-team van Fundació Ferran Martorell. Na een periode bij UE Sant Andreu kwam hij in 2007 in de jeugdopleiding van FC Barcelona, waar de middenvelder begon in het Infantil-team. Met de Juvenil A, het hoogste jeugdelftal van de club, won Calvet in 2011 de triplet (regionaal kampioenschap, Copa de Campeones, Copa del Rey Juvenil en in 2013 opnieuw de regionale titel. Hij debuteerde op 23 maart 2013 voor het  tweede elftal in de Segunda División A in de wedstrijd tegen SD Huesca. In juli 2013 kwam de middenvelder bij de selectie van Barça B. Mede door blessures werd Calvet geen vaste waarde en in 2016 vertrok hij naar Deportivo de La Coruña.

## Statistieken
| Seizoen         | Club            | Competitie         | Competitie | Competitie | Beker | Beker | Supercup | Supercup | Europa | Europa | Totaal | Totaal |
| Seizoen         | Club            | Competitie         | Wed.       | Dlp.       | Wed.  | Dlp.  | Wed.     | Dlp.     | Wed.   | Dlp.   | Wed.   | Dlp.   |
| --------------- | --------------- | ------------------ | ---------- | ---------- | ----- | ----- | -------- | -------- | ------ | ------ | ------ | ------ |
| 2012-2013       | FC Barcelona B  | Segunda División A | 1          | 0          | 0     | 0     | —        | —        | —      | —      | 1      | 0      |
| 2013-2014       | FC Barcelona B  | Segunda División A | 10         | 0          | 0     | 0     | —        | —        | —      | —      | 10     | 0      |
| 2014-2015       | FC Barcelona B  | Segunda División A | 8          | 0          | 0     | 0     | —        | —        | —      | —      | 8      | 0      |
| 2015-2016       | FC Barcelona B  | Segunda División B | 0          | 0          | 0     | 0     | —        | —        | —      | —      | 0      | 0      |
| Carrière totaal | Carrière totaal | Carrière totaal    | 19         | 0          | 0     | 0     | 0        | 0        | 0      | 0      | 19     | 0      |

## Interlandcarrière
Calvet is een voormalig Spaans jeugdinternational.